# فهرست پل‌های راه‌آهن شمال
پل‌های راه‌آهن شمال در نقشه
فهرست پل‌های راه‌آهن شمال از پل‌های راه‌آهن مازندران گردآوری شده‌است. شماری از پل‌های این خط از آثار ملی ایران هستند.
| ایستگاه  | پل                   | تیر | کیلومتر | مختصات                                                        | ثبت   | منبع           |
| -------- | -------------------- | --- | ------- | ------------------------------------------------------------- | ----- | -------------- |
| شیرگاه   |                      |     | ۳۱۳٫۵۴۳ |                                                               |       |                |
|          | پل راه‌آهن سرتپه      |     |         | ۳۶°۱۷′۰۸″شمالی ۵۲°۵۳′۱۰″شرقی / ۳۶٫۲۸۵۴۲۳°شمالی ۵۲٫۸۸۶۱°شرقی   | ۱۳۰۸۶ | [ پیوند مرده ] |
|          | پل ۳۱۲               | ۲   |         | ۳۶°۱۶′۵۴″شمالی ۵۲°۵۳′۰۴″شرقی / ۳۶٫۲۸۱۶۹۷°شمالی ۵۲٫۸۸۴۴۸۸°شرقی | ۱۳۰۹۲ | [ پیوند مرده ] |
| زیرآب    |                      |     | ۲۹۶٫۷۷۱ |                                                               |       |                |
| پل سفید  |                      |     | ۲۸۶٫۰۱۸ |                                                               |       |                |
|          | پل ۲۷۸               | ۸   |         | ۳۶°۰۳′۲۲″شمالی ۵۳°۰۳′۲۵″شرقی / ۳۶٫۰۵۶۰۶۶°شمالی ۵۳٫۰۵۶۸۶۳°شرقی | ۱۴۱۳۳ | [ پیوند مرده ] |
|          | پل ۲۷۶               | ۴   |         | ۳۶°۰۲′۱۸″شمالی ۵۳°۰۳′۱۶″شرقی / ۳۶٫۰۳۸۴۰۷°شمالی ۵۳٫۰۵۴۴۸°شرقی  | ۱۳۰۹۵ | [ پیوند مرده ] |
|          | پل دوآب              |     |         | ۳۶°۰۱′۲۰″شمالی ۵۳°۰۲′۳۶″شرقی / ۳۶٫۰۲۲۳۰۸°شمالی ۵۳٫۰۴۳۴۳۲°شرقی |       |                |
| سوادکوه  |                      |     | ۲۶۹٫۸۵۹ |                                                               |       |                |
|          | پل ۲۶۸ (تیر ۱۶)      | ۱۶  |         | ۳۶°۰۰′۳۲″شمالی ۵۳°۰۲′۴۲″شرقی / ۳۶٫۰۰۸۹۲۵°شمالی ۵۳٫۰۴۵۰۸۹°شرقی | ۱۳۰۹۷ | [ پیوند مرده ] |
|          | پل ۲۶۸ (تیر ۱۰)      | ۱۰  |         | ۳۶°۰۰′۲۴″شمالی ۵۳°۰۲′۴۶″شرقی / ۳۶٫۰۰۶۶۱۵°شمالی ۵۳٫۰۴۶۲۴۶°شرقی | ۱۴۱۳۱ | [ پیوند مرده ] |
|          | پل ۲۶۷               | ۱۷  |         | ۳۵°۵۹′۵۸″شمالی ۵۳°۰۲′۵۲″شرقی / ۳۵٫۹۹۹۴۷۸°شمالی ۵۳٫۰۴۷۸۱۱°شرقی | ۱۴۱۲۷ | [ پیوند مرده ] |
|          | پل ۲۶۲               | ۱۲  |         | ۳۵°۵۸′۰۲″شمالی ۵۳°۰۰′۵۰″شرقی / ۳۵٫۹۶۷۲۵۶°شمالی ۵۳٫۰۱۳۹۱۲°شرقی | ۱۴۱۳۵ | [ پیوند مرده ] |
|          | پل راه‌آهن سرخ‌آباد    |     |         | ۳۵°۵۷′۰۹″شمالی ۵۳°۰۰′۲۸″شرقی / ۳۵٫۹۵۲۵۶۹°شمالی ۵۳٫۰۰۷۶۴°شرقی  | ۱۳۰۸۷ | [ پیوند مرده ] |
| سرخ‌آباد  |                      |     | ۲۵۹٫۲۷۸ |                                                               |       |                |
|          | پل ۲۵۷               | ۱۰  |         | ۳۵°۵۷′۵۸″شمالی ۵۳°۰۰′۱۷″شرقی / ۳۵٫۹۶۶۱۰۲°شمالی ۵۳٫۰۰۴۷۲۱°شرقی | ۱۳۰۹۹ | [ پیوند مرده ] |
|          | پل ۲۵۴               | ۴   |         | ۳۵°۵۷′۳۳″شمالی ۵۳°۰۰′۲۵″شرقی / ۳۵٫۹۵۹۱۳۶°شمالی ۵۳٫۰۰۶۸۴۷°شرقی | ۱۴۱۲۵ | [ پیوند مرده ] |
|          | پل راه‌آهن اوریم      |     |         | ۳۵°۵۶′۲۲″شمالی ۵۲°۵۹′۳۱″شرقی / ۳۵٫۹۳۹۳۸۲°شمالی ۵۲٫۹۹۱۹۹۹°شرقی | ۱۳۰۹۰ | [ پیوند مرده ] |
|          | پل ۲۴۷               | ۷   |         | ۳۵°۵۵′۰۵″شمالی ۵۲°۵۸′۵۶″شرقی / ۳۵٫۹۱۷۹۷۱°شمالی ۵۲٫۹۸۲۱۰۵°شرقی | ۱۳۰۸۹ | [ پیوند مرده ] |
| ورسک     |                      |     | ۲۴۵٫۹۹۱ |                                                               |       |                |
|          | پل کوچک راه‌آهن ورسک  |     |         | ۳۵°۵۴′۱۰″شمالی ۵۲°۵۹′۱۵″شرقی / ۳۵٫۹۰۲۸۸۹°شمالی ۵۲٫۹۸۷۳۶۲°شرقی | ۱۳۰۹۶ | [ پیوند مرده ] |
|          | پل ورسک              |     |         | ۳۵°۵۴′۱۲″شمالی ۵۲°۵۹′۲۵″شرقی / ۳۵٫۹۰۳۲۶۳°شمالی ۵۲٫۹۹۰۳۸۶°شرقی | ۱۵۳۴  | [ پیوند مرده ] |
|          | پل ۲۳۸               | ۱۰  |         | ۳۵°۵۳′۱۱″شمالی ۵۲°۵۸′۲۷″شرقی / ۳۵٫۸۸۶۵۱۷°شمالی ۵۲٫۹۷۴۱۷۱°شرقی | ۱۴۱۴۲ | [ پیوند مرده ] |
|          | پل راه‌آهن دوگل       |     |         | ۳۵°۵۲′۴۹″شمالی ۵۲°۵۷′۵۹″شرقی / ۳۵٫۸۸۰۳۹°شمالی ۵۲٫۹۶۶۳۵°شرقی   | ۱۳۰۹۴ | [ پیوند مرده ] |
| دوگل     |                      |     | ۲۳۶٫۰۳۶ |                                                               |       |                |
|          | پل ۲۳۵               | ۱   |         | ۳۵°۵۳′۱۴″شمالی ۵۲°۵۸′۳۸″شرقی / ۳۵٫۸۸۷۳۵۳°شمالی ۵۲٫۹۷۷۱۷۴°شرقی | ۱۳۰۹۳ | [ پیوند مرده ] |
|          | پل ۲۳۴ (تیر ۹)       | ۹   |         | ۳۵°۵۳′۲۸″شمالی ۵۲°۵۸′۵۶″شرقی / ۳۵٫۸۹۱۲۳۲°شمالی ۵۲٫۹۸۲۲۳۹°شرقی | ۱۴۱۲۸ | [ پیوند مرده ] |
|          | پل ۲۳۴ (تیر ۶)       | ۶   |         | ۳۵°۵۳′۳۲″شمالی ۵۲°۵۸′۵۹″شرقی / ۳۵٫۸۹۲۲۶۸°شمالی ۵۲٫۹۸۳۱۸۸°شرقی | ۱۴۱۳۴ | [ پیوند مرده ] |
|          | پل ۲۳۴ (تیر ۱)       | ۱   |         | ۳۵°۵۳′۳۹″شمالی ۵۲°۵۹′۰۶″شرقی / ۳۵٫۸۹۴۳۰۴°شمالی ۵۲٫۹۸۵۰۳۹°شرقی | ۱۴۱۲۹ | [ پیوند مرده ] |
|          | پل ۲۳۳ (تیر ۱۴)      | ۱۴  |         | ۳۵°۵۳′۴۷″شمالی ۵۲°۵۹′۱۶″شرقی / ۳۵٫۸۹۶۲۸۱°شمالی ۵۲٫۹۸۷۷۸۳°شرقی | ۱۴۱۴۰ | [ پیوند مرده ] |
|          | پل ۲۳۳ (تیر ۶)       | ۶   |         | ۳۵°۵۳′۵۴″شمالی ۵۲°۵۹′۲۹″شرقی / ۳۵٫۸۹۸۲۰۹°شمالی ۵۲٫۹۹۱۴۰۵°شرقی | ۱۳۱۰۰ | [ پیوند مرده ] |
|          | پل ۲۳۱               | ۱   |         | ۳۵°۵۳′۳۹″شمالی ۵۲°۵۹′۰۸″شرقی / ۳۵٫۸۹۴۱۵۲°شمالی ۵۲٫۹۸۵۵۶۵°شرقی | ۱۴۱۲۶ | [ پیوند مرده ] |
|          | پل ۲۳۰ (تیر ۸)       | ۸   |         | ۳۵°۵۳′۱۹″شمالی ۵۲°۵۸′۵۱″شرقی / ۳۵٫۸۸۸۶۴°شمالی ۵۲٫۹۸۰۹۳۵°شرقی  | ۱۳۰۹۸ | [ پیوند مرده ] |
|          | پل ۲۳۰ (تیر ۲)       | ۲   |         | ۳۵°۵۳′۱۱″شمالی ۵۲°۵۸′۴۲″شرقی / ۳۵٫۸۸۶۴۴۷°شمالی ۵۲٫۹۷۸۲۶۴°شرقی | ۱۳۳۸۳ | [ پیوند مرده ] |
|          | پل ۲۲۹               | ۱۴  |         | ۳۵°۵۳′۰۱″شمالی ۵۲°۵۸′۳۴″شرقی / ۳۵٫۸۸۳۶۴۲°شمالی ۵۲٫۹۷۶۲۴۴°شرقی | ۱۴۱۳۹ | [ پیوند مرده ] |
|          | پل ۲۲۷               | ۱۷  |         | ۳۵°۵۲′۰۵″شمالی ۵۲°۵۷′۵۱″شرقی / ۳۵٫۸۶۷۹۸۲°شمالی ۵۲٫۹۶۴۲۸۳°شرقی | ۱۳۰۸۸ | [ پیوند مرده ] |
|          | پل دروازه چشمه شورآب |     |         | ۳۵°۵۱′۳۸″شمالی ۵۲°۵۷′۵۵″شرقی / ۳۵٫۸۶۰۵۸۵°شمالی ۵۲٫۹۶۵۳۳۶°شرقی | ۱۳۰۹۱ | [ پیوند مرده ] |
| گدوک     |                      |     | ۲۱۸٫۴۷۴ |                                                               |       |                |
| فیروزکوه |                      |     | ۲۰۲٫۷۲۲ |                                                               |       |                |

## عکس

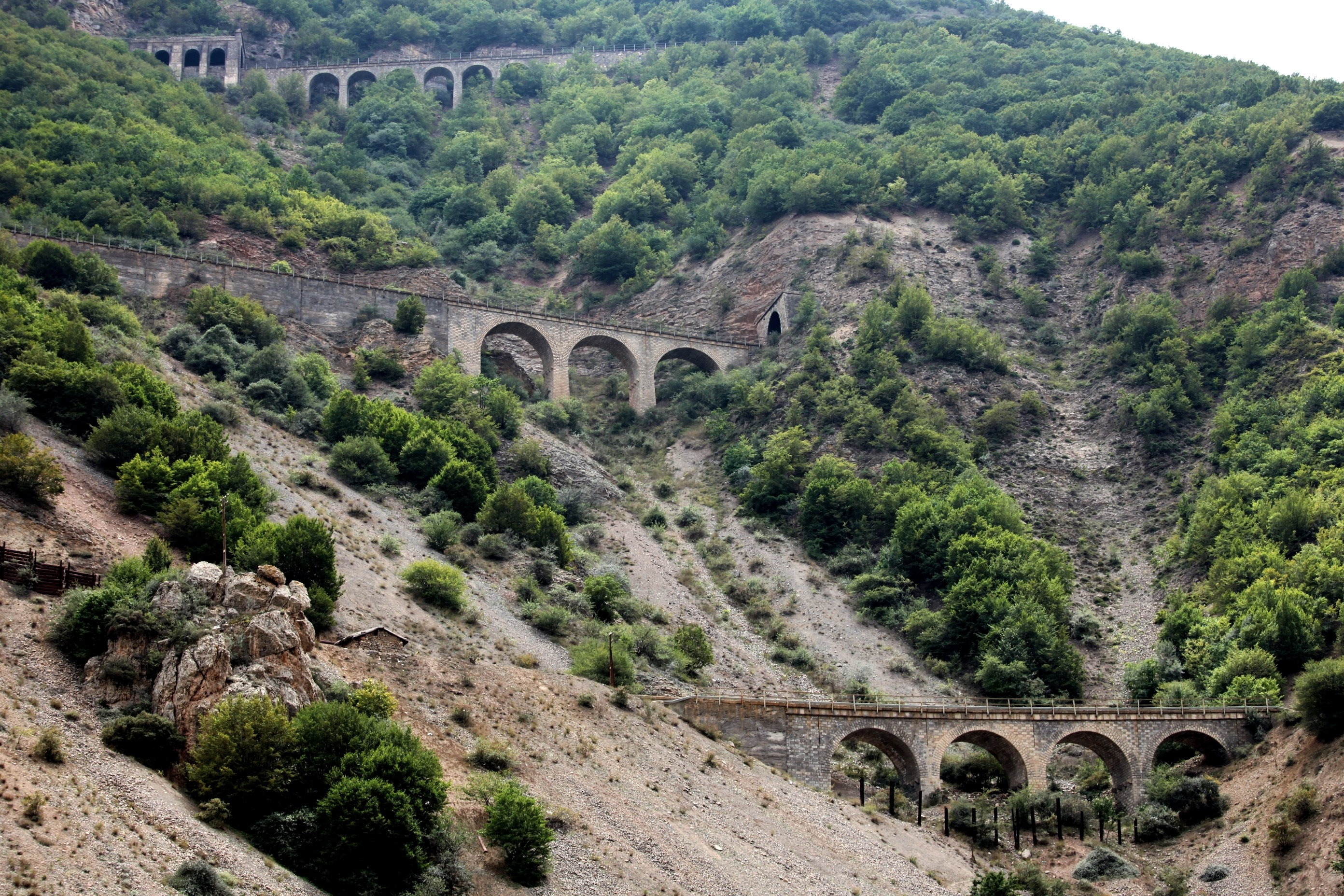
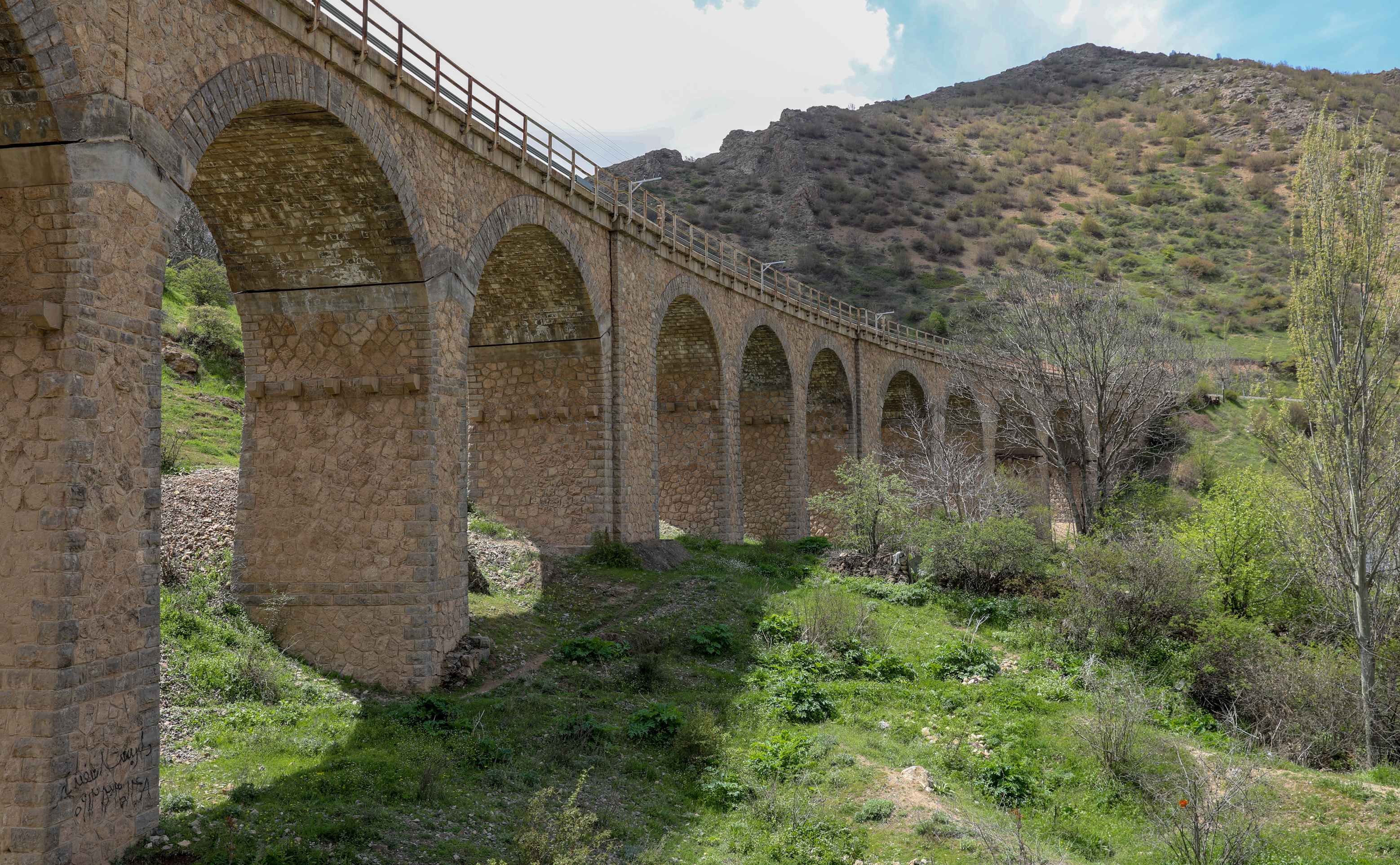
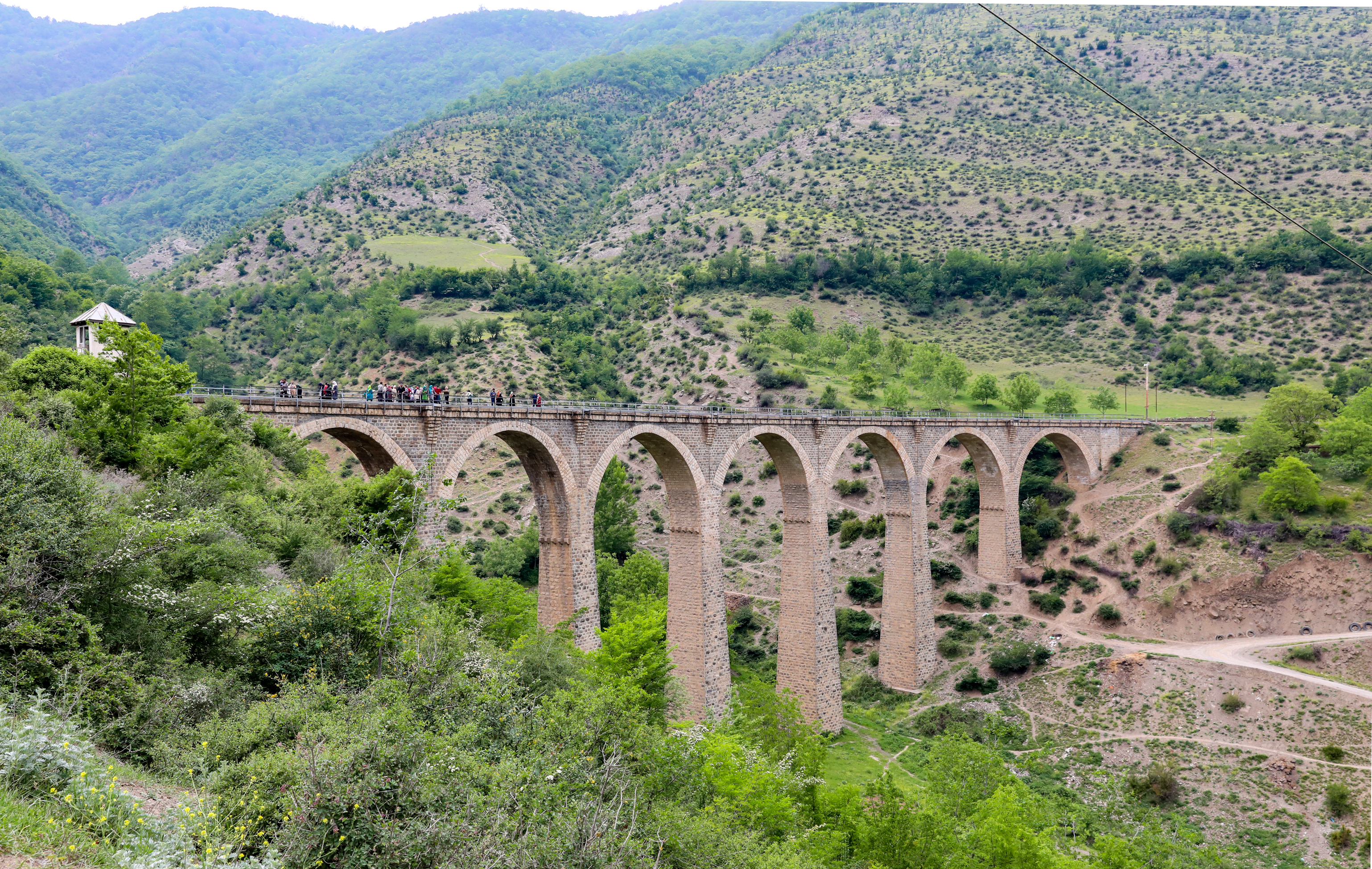